# Металлиды
Металлиды — химические соединения (обычно металл — металл, такие соединения называются интерметаллическими, реже переходный металл — неметалл), характеризующиеся металлическим типом связи. В таких соединениях не соблюдается правило формальной валентности, они имеют высокую температуру плавления (часто выше чем у индивидуальных компонентов), являются бертоллидами.

## Примеры металлидов
- Металл — металл: Cu9Al4.
- Металл — неметалл: Ti6O.
- Соединения, природа связи в которых может быть металлической или ионной в зависимости от состава: GaAs, NiAs.